# Lajos Sántha
Lajos Sántha (ur. 13 lipca 1915 w Csorvás, zm. 21 czerwca 1992 w Budapeszcie) – węgierski gimnastyk, medalista olimpijski z Londynu i uczestnik Letnich Igrzysk Olimpijskich w 1952 roku.